# کولی‌های خراسان
کولی‌های خراسان که در بین اهالی خراسان غرشمال (قرشمال یا قریشمال) یا غربتی یا غربت نیز نامیده می‌شوند، شامل گروه‌های پراکندهٔ قومی در خراسان هستند.کولی‌ها در شهرهای خراسان، جا و مکان خاصی ندارند و به‌صورت متفرق زندگی می‌کنند، اما در سبزوار کوچه‌ای به نام کوچهٔ غروشمارها (کوتاه شدهٔ غیرشمار)، در بجنورد محله ای به نام بربرقله غربتی‌ها، در نیشابور کوچهٔ غربت‌ها، در تربت حیدریه محله‌ای به نام تپه غربت‌ها که محل تجمع و اقامت آن‌ها است… در منطقه تربت جام به آنها جت و کاسبکار هم گفته می‌شود. و محلی به نام کوچه جتها یا کوچه کاسبها هم وجود دارد بیشتر مشاغل فنی و آهنگری سفالگری چوب بری والیته موسیقی مهارت دارند هسته اصلی موسیقی تربت جام را جتها یا کولی‌ها تشکیل می‌دهند.
در دوره پادشاهی ناصرالدین شاه قاجار، شاطرباشی ایشان ریاست کولی های خراسان را بر عهده داشت. سپس پس از مرگ شاطرباشی، ریاست بر عهده علی اکبرخان سرتیپ پسر حاجی هاشم خان از خویشاوندان شاطرباشی بود.

## واژه کولی در گویش‌ها و زبان‌های خراسان
| زبان یا گویش (رایج در خراسان) | معادل واژه کولی          | ریشه و معنا     |
| ----------------------------- | ------------------------ | --------------- |
| فارسی (گویش نیشابوری)         | غربت. هندی               | بیگانه. اهل هند |
| فارسی (گویش سبزواری)          | غرشمار (غرشمال)          | غیر شمارش       |
| ترکی خراسانی                  | باشی باش. کَولی           |                 |
| عربی خراسانی                  | کاولی (مرد). کاولیه (زن) | کولی. کابلی     |

## غرشمار (قرشمال) و غربت
غرشمار (قرشمال، قریشمال) اصطلاحی است در گویش فارسی خراسانی که برای کولی‌ها به کار می‌رود. واژهٔ قرشمار تحریف شده غیرشمار به معنی خارج از شمارش است. این مردمان به علت فرهنگ خانه‌به‌دوشی و به جهت اینکه ساکن و مقیم مکان یا شهر خاصی نبودند در سرشماری‌های آماری نیز در شمار افراد یک شهر یا منطقه خاص به حساب نیامده ازاین رو آن‌ها را به عنوان افراد غیرشمارش یا غرشمار نامیده‌اند.
غُربَت یا هندی‌ها اصطلاحی دیگر است در خراسان به گویش نیشابوری برای کولی‌ها به کار می‌رود. این واژه که به معنای بیگانه است دلالت بر بیگانگی کولی‌ها در خراسان دارد.
فیوچ (فیوج) که در بین اهالی عرب خراسان رایج است خطاب به کولی‌ها در جنوب خراسان در اطراف بیرجند، قائن، گناباد، تربت حیدریه، کاشمر و خواف است که به صورت دوره‌گرد زیر چادر یا خانه زندگی می‌کنند. مردان این طایفه به کار آهنگری سبک و ساختن وسایلی چون کارد، قندشکن، انبر، تیشه، چاقو و مانند آن اشتغال دارند و ابزار مردمان را تأمین می‌کنند. پیش از این حتی کار نعلِ اسب و خر را هم به عهده داشتند و در کار رگ‌زنی و حجامت نیز استاد بودند. از افراد سرشناس فیوج می توان به ندا رستمی اشاره نمود. 
در دو شهر سبزوار و نیشابور محله کولی‌ها (غربتی‌ها) در مرکز شهر و محله‌های قدیمی قرار دارند اما در فصل درو، در جلگه‌ها و نقاط دوردست پخش می‌شوند.

## فرهنگ
از جمله آئین‌هائی که به دلیل سادگی و در عین حال قدمت، می‌توان آن را به‌نوعی به کولی‌ها در خراسان منسوب دانست، مراسم پُرخوانی است. این آئین فقط به شرق ایران محدود می‌شود و نمی‌توان نمونه‌ای زنده از آن به دست داد. در این مراسم به هیچ‌وجه از سازهای کوبه‌ای استفاده نمی‌شود و گویا حتی ساز و آواز هم ربطی به رقص ندارد و در نتیجه ایجاد هماهنگی در آن تنها با اصوات نامفهومی که از ته حلق بیان می‌شوند، ممکن می‌گردد. اغلب این حرکات، به صورت جهش و حرکات بی‌قاعده هستند. زبان آنها با لهجه‌ای خاص همراه است و یادگاری از زبان‌ها و لهجه‌های قدیم هند است.